# 金男珍
金男珍（1976年8月1日—），韓國男演員。

## 演出作品

### 電視劇
- 2003年：SBS《千年之愛》飾演 金儒釋／藤原達次
- 2003年：MBC《迴旋木馬》飾演 江宇勝
- 2004年：MBC《皇太子的初戀》飾演 車承賢
- 2004年：MBC《12月的熱帶夜》飾演 朴正宇
- 2005年：KBS《她回來了》飾演 鄭民才
- 2006年：tvN《人魚故事》 飾演 李民碩
- 2007年：MBC《新賢母良妻》飾演 朴碩斗
- 2007年：MBC《Ground Zero》
- 2007年：SBS《起飛》飾演 詹姆斯
- 2008年：MBC《不要動搖》飾演 韓康弼

### 電影
- 2002年：《向左愛向右愛》飾演 圖書出租店學生
- 2003年：《你喜歡春天的熊嗎》
- 2007年：《宮女》
- 2007年：《荒誕的自殺事件》
- 2013年：《說閒話：導演瘋了》

### MV
- 1999年：K2《To Her Lover》（與李枖原）
- 2001年：SG Wannabe《Timeless》（與金侖珍）
- 2002年：J-walk 《Suddenly》
- 2005年：Big4（金鐘國&SG Wannabe&M TO M&Vibe）《Gone With The Wind》（與朴時妍）
- 2008年：SeeYa《討厭》（與鄭少英）
- 2011年：miss A《Good-bye Baby》

## 外部連結
- NAVER（页面存档备份，存于）